# New Hope Club
New Hope Club is een Brits poptrio gevormd in 2015, bestaande uit Reece Bibby, Blake Richardson en George Smith.
Hun debuutalbum Welcome to the Club is uitgebracht door Steady Records/Hollywood Records op 5 mei 2017. De band bracht hun eerste album 'New Hope Club' uit in februari 2020, dat de top 5 behaalde in de UK Album Charts en nummer 7 op de Ierse album-hitlijsten.

## Discografie

### Studioalbums
- Welcome to the Club (2017, ep)
- Welcome to the Club Pt. 2 (2018, ep)
- New Hope Club (2020)

### Singles
- "Perfume" (2017)
- "Good Day" (2018)
- "Permission" (2019)
- "Let Me Down Slow" (2020)